# Domenico De Dominicis
Domenico De Dominicis (Porto Ercole, 19 marzo 1937) è un ex calciatore italiano, di ruolo centrocampista.

## Carriera
Colleziona 33 presenze in Serie A con il Catania, 66 presenze e 2 gol con la Reggiana in Serie B, e cinque anni in Serie C con Spezia, Empoli, Ternana e Carrarese, per un totale di 130 presenze nella terza serie.
È cognato di Enzo Riccomini.

## Palmarès

### Club

#### Competizioni nazionali
- Campionato Interregionale: 1

Spezia: 1957-1958

#### Competizioni regionali
- Promozione: 1

Olbia: 1952-1953